# Буфалора (Павија)
Буфалора је насеље у Италији у округу Павија, региону Ломбардија.
Према процени из 2011. у насељу је живело 24 становника. Насеље се налази на надморској висини од 60 м.